# Monga (Burkina Faso)
Pour les articles homonymes, voir Monga (homonymie).
Monga est une commune située dans le département de Bani, dans la province de Séno, région du Sahel, au Burkina Faso.